# Kylar Broadus
Kylar William Broadus (28 de agosto de 1963) es un abogado, empresario y activista por los derechos trans estadounidense. Fundó la Coalición de Personas Trans de Color en 2010. En 2012, se convirtió en la primera persona trans en testificar ante el Senado de los Estados Unidos cuando habló en apoyo de la Ley de No Discriminación en el Empleo. Fue profesor durante mucho tiempo de derecho empresarial y discriminación en el lugar de trabajo en la Universidad de Lincoln, una universidad históricamente negra.

## Primeros años y educación
Broadus nació el 28 de agosto de 1963 en Fayette, Misuri hijo de Fannie y William. Sus padres eran hijos de africanos esclavizados y sufrieron bajo las leyes de Jim Crow en Misuri. Pasó la mayor parte de su vida cerca de Columbia, Misuri. Kylar Broadus se graduó de Fayette High School y obtuvo una licenciatura en Ciencias en administración de empresas en la Universidad Metodista Central.

## Carrera
Broadus trabajó para una gran institución financiera a principios de la década de 1990. En 1995, anunció que iba a someterse a una transición de género. Esto dio lugar a que Broadus enfrentara una notificación de despido constructivo en 1997 después de sufrir acoso y discriminación en el lugar de trabajo. Estuvo desempleado durante un año y desarrolló un trastorno de estrés postraumático a causa del acoso.
Durante 18 años, Broadus trabajó en un bufete de abogados privado en Columbia, Misuri, donde representó a clientes LGBT en derecho de familia y penal. Enseñó derecho empresarial y discriminación en el lugar de trabajo en la Universidad de Lincoln durante casi 20 años, donde se desempeñó como presidente del departamento de negocios. Broadus formó parte del Grupo de Trabajo Nacional LGBTQ como asesor principal de políticas públicas. Fue el director del Proyecto de Derechos Civiles de las Personas Transgénero de la fuerza. Broadus fue el gerente legislativo estatal y asesor de la Campaña de Derechos Humanos.
De 2007 a 2010, fue presidente de la junta directiva de la Coalición Nacional por la Justicia Negra. En 2010, Broadus fundó la Coalición de Personas Trans de Color. En 2012, Broadus fue uno de los trece delegados transgénero en la Convención Nacional Demócrata. Ese año, se convirtió en la primera persona abiertamente transgénero en testificar ante el Senado de los Estados Unidos cuando habló de su apoyo a la Ley de No Discriminación en el Empleo.  Fue entrevistado en The Book of Pride.
Estuvo presente junto al presidente Obama durante la firma de una orden ejecutiva de 2014 relativa a nuevas enmiendas a la Orden Ejecutiva 11478, Igualdad de oportunidades de empleo en el gobierno federal, y la Orden Ejecutiva 11246, Igualdad de oportunidades de empleo, para proteger a los empleados LGBT de la discriminación en el lugar de trabajo.
En 2019, recibió el premio Trans Trailblazer Award del Colegio de Abogados LGBT de Los Ángeles.

## Vida personal
Broadus inicialmente se declaró lesbiana antes de determinar que era un hombre trans. Se mudó a Washington, DC en 2013.